# Omagh Town Football and Athletic Club
Omagh Town F.C. foi uma equipe norte-irlandesa de futebol com sede em Omagh. Disputava a primeira divisão da Irlanda do Norte (Campeonato Norte-Irlandês de Futebol).
Seus jogos foram mandados no St Julian's Road, que possui capacidade para 5.000 espectadores.

## História
O Omagh Town F.C. foi fundado em 1962.